# Eld (musikalbum)
Eld är ett studioalbum från 1992 av den svenske rockmusikern Staffan Hellstrand.
Garagerockbandet The Nomads ackompanjerar Hellstrand på fyra låtar. 
Tre singlar gavs ut från albumet: "Bilder av dig", "Din mästares röst" (med The Nomads) och "Hela himlen svart".
Hellstrand fick en Grammis som årets manliga pop-/rockartist 1992. I en recension i Expressen jämfördes Eld med Bruce Springsteens Born to Run.

## Låtlista
Alla låtar är skrivna och komponerade av Staffan Hellstrand. 
| Nr           | Titel                                     | Längd |
| ------------ | ----------------------------------------- | ----- |
| 1.           | Hela himlen svart                         | 5:05  |
| 2.           | Adjö Medusa                               | 5:21  |
| 3.           | Din mästares röst (med The Nomads)        | 3:37  |
| 4.           | Blå, blå is                               | 4:45  |
| 5.           | Lågorna                                   | 2:48  |
| 6.           | Bilder av dig                             | 3:13  |
| 7.           | Hur ska det gå (med The Nomads)           | 3:44  |
| 8.           | Min cerisa flicka                         | 3:14  |
| 9.           | Klockan slår sju i Sofia (med The Nomads) | 5:16  |
| 10.          | Samma barn (med The Nomads)               | 2:42  |
| 11.          | Om du vill gå med mig                     | 3:31  |
| Total längd: | Total längd:                              | 43:16 |

## Medverkande
- Staffan Hellstrand: sång, gitarr, orgel
- Fredrik Blank: gitarr
- Matts Alsberg: bas
- Magnus Persson: trummor, slagverk
- Johan Nyström: trummor

- The Nomads:
  - Jocke Ericson: trummor
  - Björne Fröberg: bas
  - Nick Vahlberg: gitarr
  - Hans Östlund: gitarr

Magnus Broo: trumpet, Klas Gagge: cello och stråkarrangemang, Nana Hedin: körsång, Stefan Hultman: körsång, Gladys del Pilar: körsång, Johan Rothstein: körsång, Irma Schultz: körsång, David Wilczewski: tenorsaxofon samt stråkmusiker ur Stockholms Filharmoniska Orkester

## Listplaceringar
| Lista (1992) | Position |
| ------------ | -------- |
| Sverige      | 44       |

### Fotnoter
1. ↑  Information i Svensk mediedatabas.
2. ↑  Information i Svensk mediedatabas.
3. ↑  Information i Svensk mediedatabas.
4. ↑  Information i Svensk mediedatabas.
5. ↑  Måns Ivarsson (1992-09-10, åtkomst genom Mediearkivet). ”Hellstrands första fullträff”. Expressen.
6. ↑  Listplacering